# هفت لتی (نجف‌آباد)
هفت لتی (نجف آباد) مربوط به دوره صفوی است و در امیرآباد، خیابان دکتر شریعتی، جنب شهرداری واقع شده و این اثر در تاریخ ۳۰ تیر ۱۳۸۴ با شمارهٔ ثبت ۱۲۱۱۶ به‌عنوان یکی از آثار ملی ایران به ثبت رسیده است.